# Krka (companie)
Krka, d. d., Novo mesto este o companie farmaceutică internațională de medicamente generice cu sediul central în Novo Mesto, Slovenia. Pe lângă o serie de companii și reprezentanțe în străinătate, Krka a avut, de asemenea, centre de producție și distribuție în Rusia, Polonia, Croația și Germania. Krka vinde produse în peste 70 de țări.
În 2018, vânzările totale ale Grupului Krka s-au ridicat la 1.332 miliarde de euro. În ultimii cinci ani, creșterea medie a vânzărilor a fost de 2,9%. La sfârșitul anului 2018, grupul Krka avea 11.390 de angajați.

## Legături externe
- Site web oficial